# Comité Nacional Olímpico y Deportivo Mauritano
El Comité Nacional Olímpico y Deportivo Mauritano es el Comité Nacional Olímpico de Mauritania, fundado en 1962 y reconocido por el COI desde 1979.